# Signiphora maxima
Signiphora maxima är en stekelart som beskrevs av Girault 1913. Signiphora maxima ingår i släktet Signiphora och familjen långklubbsteklar.
Artens utbredningsområde är Peru. Inga underarter finns listade i Catalogue of Life.